# Lista de freguesias extintas do Distrito de Santarém
Estão aqui maioritariamente as freguesias que foram extintas em 2013. 

## Em 2013

### Abrantes
- São Vicente
- São João
- Alferrarede
- Aldeia do Mato
- Souto
- Alvega
- Concavada
- São Facundo
- Vale das Mós
- São Miguel do Rio Torto
- Rossio ao Sul do Tejo

### Alcanena
- Alcanena (freguesia)
- Vila Moreira
- Malhou
- Louriceira
- Espinheiro

### Cartaxo
- Cartaxo (freguesia)
- Vale da Pinta
- Ereira
- Lapa

### Chamusca
- Chamusca (freguesia)
- Pinheiro Grande
- Parreira
- Chouto

### Coruche
- Coruche (freguesia)
- Fajarda
- Erra

### Ferreira do Zêzere
- Areias
- Pias

### Mação
- Mação (freguesia)
- Penhascoso
- Aboboreira

### Ourém
- Freixianda
- Ribeira do Fárrio
- Formigais
- Gondemaria
- Olival
- Matas
- Cercal
- Rio de Couros
- Casal dos Bernardos

### Rio Maior
- Azambujeira
- Malaqueijo
- Marmeleira
- Assentiz
- Outeiro da Cortiçada
- Arruda dos Pisões
- São João da Ribeira
- Ribeira de São João

### Salvaterra de Magos
- Glória do Ribatejo
- Granho
- Salvaterra de Magos (freguesia)
- Foros de Salvaterra

### Santarém
- Achete
- Azoia de Baixo
- Póvoa de Santarém
- Azoia de Cima
- Tremês
- Casével
- Vaqueiros
- Romeira
- Várzea
- São Vicente do Paul
- Vale da Figueira
- Marvila
- Santa Iria da Ribeira de Santarém
- São Salvador
- São Nicolau

### Tomar
- Além da Ribeira
- Pedreira
- Casais
- Alviobeira
- Madalena
- Beselga
- Serra
- Junceira
- São João Baptista (Tomar)
- Santa Maria dos Olivais (Tomar)

### Torres Novas
- Brogueira
- Parceiros de Igreja
- Alcorochel
- Olaia
- Paço
- Santa Maria
- Salvador
- Santiago
- São Pedro
- Lapas
- Ribeira Branca